# Otinotus bantuantus
Otinotus bantuantus är en insektsart som beskrevs av William Lucas Distant. Otinotus bantuantus ingår i släktet Otinotus och familjen hornstritar. Inga underarter finns listade i Catalogue of Life.